# یک آدم خوب
یک آدم خوب (انگلیسی: A Good Person) فیلم درام آمریکایی محصول سال ۲۰۲۳ به نویسندگی و کارگردانی زک برف است. فلورنس پیو، مورگان فریمن، مالی شنون، سلست اوکانر، زوئی لیستر-جونز و چینازا اوچی بازیگران فیلم هستند.
یک آدم خوب در ۲۴ مارس ۲۰۲۳ اکران محدودی در ایالات متحده داشت و در ۳۱ مارس به‌صورت گسترده توسط مترو گلدوین مایر منتشر شد. این فیلم نقدهای ضد و نقیضی دریافت کرد.

## طرح داستان
سال‌ها پس از درگیر شدن در یک تصادف مرگبار، آلیسون با پدرشوهرش رو در رو می‌شود...

## مشروح داستان
الیسون یک موسیقی‌دان نوپا است که با نیتن، دوست‌پسر دوران دبیرستانش، نامزد شده است. روز پس از جشن نامزدی‌شان، الیسون هنگام رانندگی و عدم توجه به جاده، دچار سانحهٔ رانندگی می‌شود که منجر به مرگ مالی، خواهر نیتن، و همسر مالی می‌شود و خودش نیز دچار جراحات شدید می‌شود.
یک سال بعد، الیسون که با افسردگی شدید و عذاب وجدان دست و پنجه نرم می‌کند، با مادرش، دایان، زندگی می‌کند. دایان تلاش می‌کند تا وابستگی دخترش به قرص‌های مسکن را کنترل کند. در همین حال، دنیل، پدر نیتن و مالی که یک پلیس سابق است، از نوه‌اش، رایان، مراقبت می‌کند؛ دختری که هنوز با فقدان والدینش کنار نیامده است.
پس از ناکامی در تهیهٔ داروهای غیرقانونی از دوستش بکا و رویارویی تحقیرآمیز با دو آشنای دوران دبیرستان، الیسون به گروه الکلی‌های گمنام (AA) می‌پیوندد. در آنجا به‌طور غیرمنتظره‌ای با دنیل روبه‌رو می‌شود که در جلسه‌ای اعتراف می‌کند که نوشیدن مشروب باعث می‌شد دچار فراموشی شود و رفتاری خشونت‌آمیز نشان دهد، و در یکی از این موارد، شنوایی گوش نیتن را از بین برده است. در این میان، رایان به‌دلیل یتیم بودن مورد آزار قرار می‌گیرد و به‌خاطر رفتارهایش دچار مشکلاتی می‌شود.
الیسون به دیدار دنیل می‌رود و هنگام ترک خانه، رایان با او روبه‌رو شده و او را به‌طور مستقیم مسئول مرگ والدینش می‌داند. الیسون دوباره دچار لغزش می‌شود. رایان او را به کنسرتی دعوت می‌کند که نیتن و دوست‌دختر جدیدش، که دستیار حقوقی اوست، نیز حضور دارند. الیسون این را به‌عنوان اقدامی ظالمانه از سوی رایان می‌بیند و با او به مهمانی پس از کنسرت می‌رود، جایی که باز هم دچار لغزش می‌شود. او نمی‌تواند از رایان که در اتاق پشتی مورد سوءاستفاده قرار می‌گیرد محافظت کند، اما دنیل که مست است، سر می‌رسد و با اسلحه فرد متجاوز را تهدید می‌کند. در جریان این درگیری، نیتن بین اسلحه و دنیل قرار می‌گیرد و با صحبت، پدرش را آرام می‌کند. بیرون از خانه، دنیل به الیسون اعتراف می‌کند که او را آزمایشی از سوی خدا می‌دانست، اما اکنون او را یک «اتلاف وقت» می‌داند و با اهانت او را ترک می‌کند.
الیسون با پذیرفتن نقش خود در حادثه، به سوی بهبود حرکت می‌کند و خود را به یک مرکز ترک اعتیاد معرفی می‌کند. یک سال بعد، او دوباره به نوشتن آهنگ روی می‌آورد و با نیتن دوباره ارتباط برقرار می‌کند. دنیل از دنیا می‌رود و رایان تحت سرپرستی نیتن قرار می‌گیرد تا زمانی که به دانشگاه برود. الیسون در مراسم تشییع جنازهٔ دنیل شرکت می‌کند و نامه‌ای از او پیدا می‌کند که در آن دنیل افکار خود را توضیح داده و معنای عبارت لاتین «amor fati» که روی بدنش خالکوبی شده بود، یعنی «دوست داشتن سرنوشت»، را روشن کرده است. پس از مراسم، رایان و الیسون در ورودی خانه یکدیگر را در آغوش می‌گیرند.

## بازیگران
- فلورنس پیو در نقش آلیسون
- مورگان فریمن در نقش دنیل
- مالی شنون در نقش دایان
- چینازا اوچه در نقش نیتن
- سلست اوکانر در نقش رایان
- زوئی لیستر-جونز در نقش سیمون

## تولید
در ۲۶ فوریه ۲۰۲۱، گزارش شد که زک برف فیلم «A Good Person» را می‌نویسد و کارگردانی می‌کند؛ یک درام با بازی فلورنس پیو و مورگان فریمن. تا مارس ۲۰۲۱، مترو گلدوین مایر در حال مذاکره برای به‌دست‌آوردن حقوق فیلم در یک معامله چند میلیون دلاری بود. در سپتامبر ۲۰۲۱، تأیید شد که مترو گلدوین تهیه‌کننده و توزیع‌کننده فیلم خواهد بود و مالی شنون به بازیگران پیوست و برف و پیو قرار است تهیه‌کنندگی آن را بر عهده بگیرند.
در ژوئیه ۲۰۲۱، وقتی از برف پرسیده شد که آیا به کارگردانی فیلم‌های بلند بازمی‌گردد، گفت: «می‌خواهم کارهای بیشتری انجام دهم. فقط به نوعی به جایی می‌روم که باد مرا ببرد [...] اما بعد دنیاگیری اتفاق افتاد و من این فیلمنامه را نوشتم. و سپس با فلورنس و مورگان همراه شدم». تصویربرداری اصلی در اکتبر ۲۰۲۱ آغاز شد و سلست اوکانر، زوئی لیستر-جونز، و چینازا اوچه به بازیگران پیوستند. در نوامبر ۲۰۲۱، فیلمبرداری در دبیرستان کلمبیا در شهرستان اسکس، نیوجرسی انجام شد.

## انتشار
افتتاحیهٔ این فیلم در ۸ مارس ۲۰۲۳ در لندن برگزار شد. یک آدم خوب در ۲۴ مارس ۲۰۲۳ به صورت محدود منتشر شد و اکران آن از ۳۱ مارس ۲۰۲۳ گسترش یافت.

## بازخورد

### گیشه
یک آدم خوب ۲٫۲ میلیون در ایالات متحده و کانادا و نیز ۴۹۲٬۸۷۳ دلار در سایر مناطق به دست آورده‌است که در کل فروش جهانی آن ۲٫۷ میلیون دلار است.

### منتقدان
در وبسایت بازبینی‌خوانی راتن تومیتوز، ۵۷٪ از ۱۰۷ بررسی منتقدان مثبت است و این فیلم میانگینِ امتیاز ۵٫۸/۱۰ را در اختیار دارد. اجماع این وب‌سایت چنین می‌نویسد: «شلوغ، متورم و احساسی، یک آدم خوب ثابت می‌کند که بهترین خواسته‌ها و بازی‌های فوق‌العاده برخی اوقات می‌تواند به فیلمی اضافه شود که صرفاً خوب است.» این فیلم در متاکریتیک، که از میانگین وزنی استفاده می‌کند، بر اساس نظر ۳۲ منتقد امتیاز ۵۰ از ۱۰۰ را کسب کرده که نشان‌گر «نقدهای مختلط یا متوسط» است.